# Réduit de Verrières
 (mars 2023).
Si vous disposez d'ouvrages ou d'articles de référence ou si vous connaissez des sites web de qualité traitant du thème abordé ici, merci de compléter l'article en donnant les références utiles à sa vérifiabilité et en les liant à la section « Notes et références ».

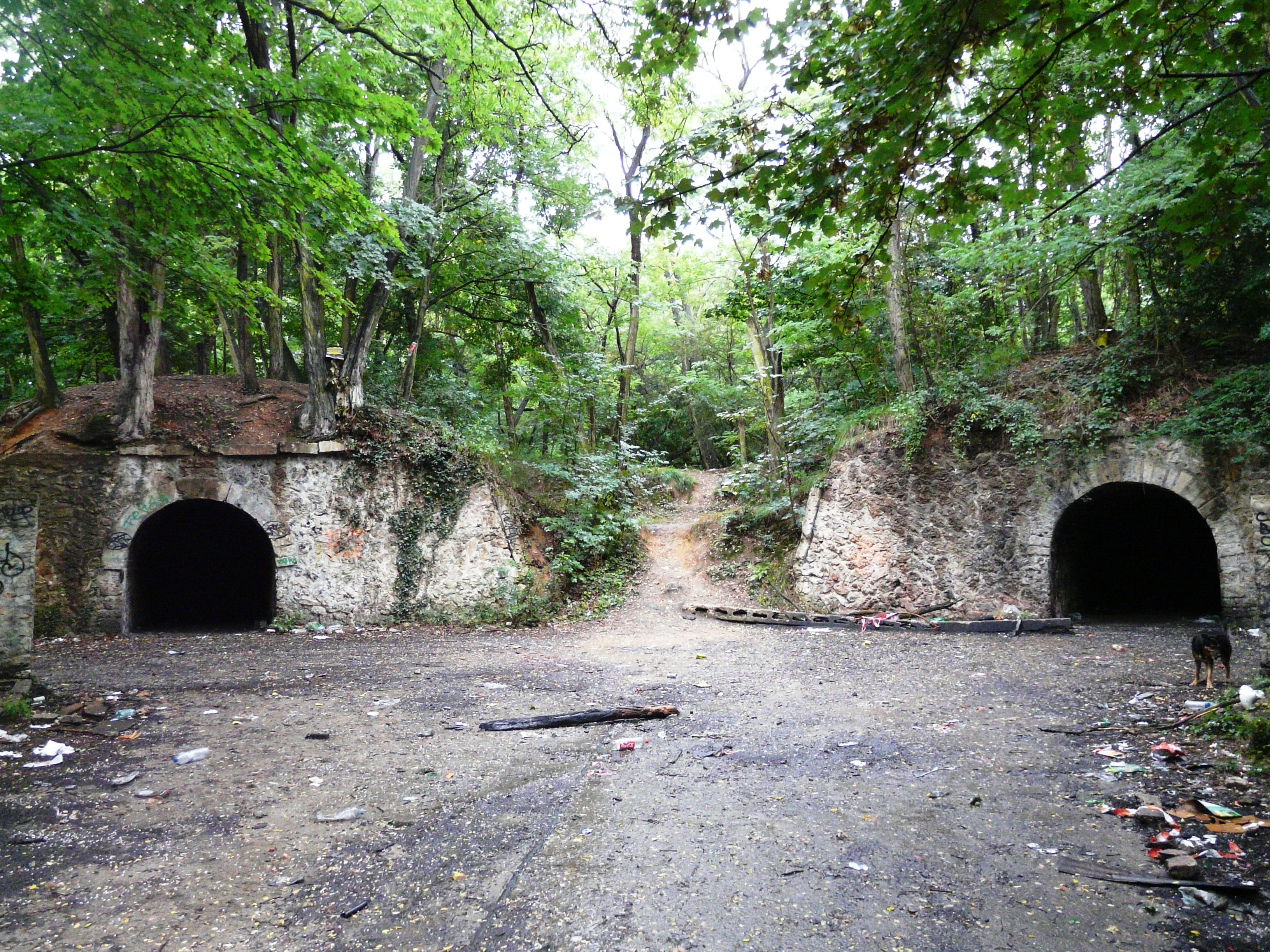
Restes de la batterie de Bièvres dans la forêt de Verrières.

Le réduit de Verrières est un ensemble de forts militaires construit en Île-de-France par Serré de Rivières dans la forêt de Verrières. Il se compose d'un réduit central et de cinq batteries : les Gâtines, Igny, Bièvres, la Châtaigneraie et le Terrier.
Le réduit de Verrières faisait partie du camp retranché de Paris.